# Maria Giovannini
Maria Giovannini (Roma, 10 giugno 1937) è un'attrice, modella e conduttrice televisiva italiana.
È stata anche interprete di fotoromanzi.

## Biografia
La sua carriera è iniziata nel 1955, quando fu eletta Miss Roma. Era stata anche candidata al titolo di Miss Italia.
Sempre nel 1955 debuttò in televisione come valletta del quiz televisivo di Mike Bongiorno Lascia o raddoppia?, ma lasciò il telequiz dopo poche puntate a causa di una "papera" piuttosto vistosa per cui fu sostituita con Edy Campagnoli. Con Mike Bongiorno fu anche impegnata nella conduzione del Festival di Sanremo 1963, assieme ad altre tre colleghe, fra cui Edy Campagnoli.
Come attrice per il cinema ha interpretato alcuni film fra il 1956 ed il 1960, per lo più b-movie, musicarelli e film commedia.
La Giovannini era anche una nota protagonista di fotoromanzi e dal 1955 al 1960 ha interpretato una lunga serie di fotoromanzi per il settimanale Bolero Film, pubblicata dalla Arnoldo Mondadori Editore. Nel 1961 è passata a interpretare fotoromanzi per i settimanali Sogno e Luna Park, pubblicati dalla Rizzoli, ed è rimasta fino al 1966.
I fotoromanzi più famosi con la Giovannini sono Il re si diverte (1964) dal dramma di Victor Hugo, e Manon (1965) dal romanzo di Antoine François Prévost. Tra i suoi partner nei fotoromanzi vi sono stati Sandro Moretti, Franco Angeli, Germano Longo, Raimondo Magni, Paolo Carlini, Mario Valdemarin, Mirko Ellis e Luciano Marin.

## Filmografia
- I miliardari, regia di Guido Malatesta (1956)
- Vivendo cantando... che male ti fò?, regia di Marino Girolami (1957)
- Non cantare... baciami!, regia di Giorgio Simonelli (1957)
- Gagliardi e pupe, regia di Roberto Bianchi Montero (1958)
- Lui, lei e il nonno, regia di Anton Giulio Majano (1959)
- L'ultima preda del vampiro, regia di Piero Regnoli (1960) - doppiata da Luisella Visconti